# Jack Suwinski
Jack William Suwinski (Chicago, Illinois, 29 de julio de 1998), más conocido como Jack Suwinski, es un jugador profesional estadounidense de béisbol que se desempeña en la posición de jardinero central en Pittsburgh Pirates, equipo de las Grandes Ligas de Béisbol (MLB).

## Carrera
En 2022, Suwinski hizo su debut en la MLB con el equipo Pittsburgh Pirates, donde lleva jugando tres temporadas.